# 흐리스토스 파파키리아코풀로스
흐리스토스 디미트리우 파파키리오풀로스(현대 그리스어: Χρήστος Δημητρίου Παπακυριακόπουλος, 1914–1976)은 그리스의 수학자다. 기하학적 위상수학에 공헌하였다.

## 생애
1914년 아테네 근처 할란드리에서 태어났다. 아테네 대학교에서 박사 과정을 사실상 혼자서 밟았고, 콘스탄디노스 카라테오도리의 추천에 따라서 1943년 박사 학위를 수여받았다.
1948년에 프린스턴 대학교의 수학과 교수 랠프 폭스(영어: Ralph Fox)의 초청을 받아 프린스턴 대학교에서 연구원으로 있게 되었다.
존 밀너는 파파키리아코풀로스에 대하여 다음과 같은 리머릭(영어: limerick, 짧은 5행 풍자시)을 지었다.
| “ | The perfidious lemma of Dehn Was every topologist's bane ’Til Christos D. Pap-akyriakop-oulos proved it without any strain. 덴의 음흉한 보조정리는 모든 위상수학자들의 악몽이었다네 흐리스토스 D.파파키리아코 풀로스가 손쉽게 증명하기 전까진. | ” |

프린스턴 대학교 대학원생들이 수학과의 모든 교수들에 대하여 풍자시를 지으려고 했는데, 파파키리아코풀로스의 이름이 너무 길어서 어려움을 겪자 밀너가 이 시를 지었다고 한다.

## 같이 보기
- 그리스 수학자 목록